# Famille de Lastic
 (janvier 2024).
Si vous disposez d'ouvrages ou d'articles de référence ou si vous connaissez des sites web de qualité traitant du thème abordé ici, merci de compléter l'article en donnant les références utiles à sa vérifiabilité et en les liant à la section « Notes et références ».
Pour les articles homonymes, voir Lastic.
La famille de Lastic est une famille subsistante de la noblesse française, d'extraction chevaleresque sur preuves de 1298, originaire d'Auvergne.
Elle compte parmi ses membres des chanoines-comtes de Brioude, un grand maître de l'ordre de Saint-Jean de Jérusalem en 1437, trois lieutenants-généraux des armées du roi, cinq évêques, un député. Elle fut maintenue noble en 1666 et reçue aux honneurs de la Cour en 1757.

## Histoire
Son origine est incertaine. Tous les auteurs la font bien venir de Lastic en Haute-Auvergne. Jusqu'à Étienne IV inclus vers 1450, on trouve le nom de Bompar fréquemment accolé à celui de Lastic.
- Au XVIIIe siècle, La Chenaye-Desbois rapporte que selon un mémoire dressé par M. Clabault, archiviste et généalogiste, cette famille remonte à Hugues de Lastic, déjà chevalier en 1211, issu d'un puiné de la maison de Mercœur. Il était toujours vivant en 1225 et avait épousé Ermengarde, dont il eut Bompar qui continua la lignée et Guillaume, religieux[4].
- Jean-Baptiste Déribier du Chatelet écrit dans son Dictionnaire statistique: ou Histoire, description et statistique du département du Cantal (1856) que la famille de Lastic est issu de Henri de Thierstein, chevalier, du diocèse de Bâle en Suisse, qui vint se fixer en Auvergne vers 1084 par suite de son mariage avec Aldéarde de Mercœur[5].
- D'après la Société héraldique et généalogique de France (1882), le rattachement de la famille de Lastic, à la maison de Mercœur « est une hypothèse qui repose uniquement sur ce fait que le château féodal de Lastic, situé à trois ou quatre kilomètres de Saint-Flour, en Auvergne, relevait du duché de Mercœur. On a dit aussi que les trois fasces d'hermines sur champ de gueules de la maison de Mercœur avaient été réduites à une par les cadets de cette maison, propriétaires de la terre de Lastic et qu'avec le temps, l'hermine s'était transformée en argent. Ce sont là, on le voit, des présomptions beaucoup trop vagues pour qu'on puisse admettre la descendance des Lastic de la maison de Mercœur. »[6]. L'auteur ajoute : « Ce qui est certain c'est que, dès 1161, on trouve le nom de Lastic dans la liste des chanoines-comtes de Brioude, qui, dès cette époque, devaient être nobles de race. Outre Etienne de Lastic, chanoine, mort en 1161, on trouve dans le même chapitre noble, Sylvestre de Lastic en 1200. La filiation de la famille de Lastic est historiquement prouvée depuis Hugues de Lastic, chevalier, qui, en 1211, décida Simon de Montfort, chef de la croisade contre les Albigeois, à ne pas attendre le comte de Toulouse et à se jeter dans Castelnaudary. »[6].
- Henri Jougla de Morenas dans le Grand Armorial de France (1939) écrit que la famille de Lastic est connue depuis Hugues de Lastic vivant en 1211 et remonte sa filiation prouvée à Pierre Bompar seigneur de Lastic et de Valeille vivant en 1298[1].
- Le dit « marquis » de Lastic (par courtoisie) écrit en 1919 la Chronique de la maison de Lastic[7], s'appuyant sur les archives du château de Parentignat qui abrite une grande partie des documents de famille. Dans cette chronique, il réfute les opinions fréquentes selon lesquelles les Lastic sont issus des seigneurs de Thierstein, qui lui donneraient une lointaine parenté avec la maison de Habsbourg. Il explique que ces ascendances, comme chez beaucoup de vieilles maisons, ont été inventées au cours des siècles pour flatter leurs membres. Selon lui, la famille de Lastic avait dès le début son existence propre, et les premiers Lastic auraient été récompensés par les seigneurs de Mercœur (alors parmi les plus puissantes familles du royaume) qui les firent co-seigneurs de Lastic. Le premier Lastic dont il trouve des traces est Pierre Bayart, chanoine-comte au chapitre de Brioude qui reçut par la suite de nombreux membres de la famille. Être chanoine comte de Brioude demandait alors d'avoir huit quartiers de noblesse, ce qui laisse penser que la noblesse de cette lignée serait encore plus ancienne. Néanmoins, aucun document ne permet de prouver une filiation avec les futurs seigneurs de Lastic. Le dit « marquis » de Lastic (par courtoisie) fait ainsi remonter la filiation en 1211 avec Hugues de Lastic qui joua un rôle important lors de la croisade contre les Albigeois[7].

Arnaud Clement écrit qu'elle fut maintenue noble en 1666 et 1670.

## Filiation non prouvée
La filiation de la famille de Lastic devient certaine pour tous les auteurs à partir de 1298, avec Pierre Bompar. Néanmoins, la filiation suivante, bien que non prouvée, est citée par La Chesnaye-Desbois, Déribier du Chatelet, Henri Jouglas de Morenas et le « marquis » de Lastic:
- Hugues Bompar, seigneur de Lastic et de Montsuc, chevalier. Il participe à la croisade contre les Albigeois. Il conseille la prudence à Simon de Montfort[réf. nécessaire]. Marié à Ermangarde en 1226, il fait diverses fondations à l'église de Brioude ; il meurt vers 1240; il eut :
  - Bompar qui suit ;
  - Guillaume, chanoine-comte de Brioude; il est témoin dans différents actes, en 1221, 1222. Il est élu abbé de Pibrac en 1224. Il obtient en 1231 de Robert, comte de Clermont, la confirmation de tous les droits de l'abbaye. Il reçut, en 1236, d'Odilon de Mercœur, prévôt de Brioude, la terre de la Roche. Il abdiqua après dix ans de gouvernement de son abbaye. Il est vivant en 1248 car il est qualifié dans une charte de prieur de Vieille-Brioude. Il est vraisemblable qu'il participa à la croisade de 1248. En effet, on trouve à la Bibliothèque nationale une charte d'emprunt des croisades de l'an 1250 souscrite par quatre chevaliers d'Auvergne, dont "Willelmus Bompar" qui signe avec les armes de Lastic[7].
  - Pierre, chanoine comte de Brioude, bailli de ce chapitre en 1254; il est désigné comme abbé de Pibrac dans un acte de 1236, et cité dans un acte de 1266;
  - Étienne, chanoine comte de Brioude ; il prête serment d'obéissance, en 1285, à Guy de la Tour du Pin, évêque de Clermont;
- Bompar Ier, seigneur de Lastic et de Valeilles. Il transige ainsi que d'autres seigneurs d'Auvergne avec Alphonse de Poitiers, seigneur de la terre d'Auvergne, en 1254, au sujet des franchises et des immunités de la noblesse d'Auvergne. Il est désigné comme seigneur de Lastic dans cet acte. Il est marié en 1230 avec Alix, dame de Valeilles ; il ne vivait plus en 1256; il eut de son mariage :
  - Bertrand Bompar qui suit ;
  - Guillaume Bompar, chanoine-comte de Brioude, abbé de Saint-André-de-Mégemont-lès-Clermont entre 1243 et 1251; il fait un don en juillet 1261 au chapitre de Brioude; en 1280, il assiste à un traité entre le chapitre de Brioude et Béraud, seigneur de Mercœur, dans lequel il est cité comme prieur de Vieille-Brioude ;
  - Louise, mariée à Dalmas de Fontenille, chevalier; citée dans une donation faite en 1261 ;
- Bertrand Bompar II, seigneur de Lastic, de Montsuc, de Valeilles et de Pauliac. Il rend hommage, en 1256, à sa mère Alix, dame de Valeilles, pour la seigneurie de Valeilles, à l'évêque de Clermont, pour son comté d'Alleuze. Il prend la qualité de sire de Lastic, entre 1263 et 1270, date de sa mort, suivant le nécrologe de Saint-Julien de Brioude; marié en 1258 avec Alde d'Aurillac, d'où :
  - Pierre.
  - Bertrand, marié et eut trois enfants :
    - Guérin, témoin en 1316, sans descendance ;
    - Dragon, chanoine-comte de Brioude ;
    - Étienne. Il rend hommage de ses terres à l'évêque de Clermont en 1329; il est abbé de Saint-Amable de Riom en 1340, mais ne l'est plus en 1345.

  - Guy Bompar, abbé de Saint-Amable de Riom en 1292 ;
  - Guillaume, chanoine-comte de Brioude en 1277, abbé de Chantoin, puis, le 14 juin 1296, abbé de Saint-Amable de Riom;

## Filiation prouvée

### Souche commune
- Pierre I Bompar III[1], seigneur de Lastic. Chevalier damoiseau. Il rend hommage, en 1276, à l'évêque de Clermont pour sa terre de Valeilles qui avait été soumise à cet évêché en 1256 par son aïeule. En 1281, il rend hommage au roi Philippe le Hardi pour sa terre de Lastic. Il est mort en 1317; il avait épousé, en 1276 Galienne du Bec, dame de Valeilles, de la maison de Crespin qui ne vivait plus en 1299 au moment du testament de son mari.
- Étienne II Bompar IV; seigneur de Lastic, fils du précédent. Il est qualifié dans la charte de l'église de Pibrac, en 1296, de damoiseau et de haut et puissant seigneur. Il s'est marié, en 1298, avec Soubeiranne, fille de Gislebert, seigneur de Pierrefort. Elle vivait en 1334, lors du testament de son mari. Elle était morte en août 1343. Il est présent au mariage de son fils Étienne, en 1336 ; il est mort le 6 avril 1340. Son fils cadet Pierre était chanoine-comte de Brioude. Le pape Clément VI unit le prieuré de Saint-Ilpise à l'abbaye de Pibrac, à la démission de ce dernier, titulaire du prieuré et chanoine de Pibrac
- Pierre II Bompar V, dit Bayart pour le distinguer de son frère cadet Pierre chanoine comte de Brioude, fils du précédent. Il meurt sans héritier mâle.
- Étienne III Bompar VI, seigneur de Lastic, fils cadet d'Étienne II et frère du précédent. Il rend hommage en 1352 à l'évêque de Clermont pour ses terres de Valeilles. En 1356 il est à la bataille de Poitiers et sert ensuite dans les guerres contre les Anglais sous les règnes de Jean II et Charles V. Il rend hommage en 1364 à Dauphin, comte d'Auvergne, sire et baron de Mercœur, pour les seigneuries et terres de Lastic et Saint-Pons; il était mort en 1371; il avait épousé, en 1336, Ahélis de Montaigu, dame de Champeils, de Saint-Pons et de Lodève, fille de noble et puissant seigneur Pierre de Montaigu, et d'Isabelle, dauphine d'Auvergne, fille de Robert III, dauphin d'Auvergne et d'Isabeau de Châtillon, dame de Jaligny.

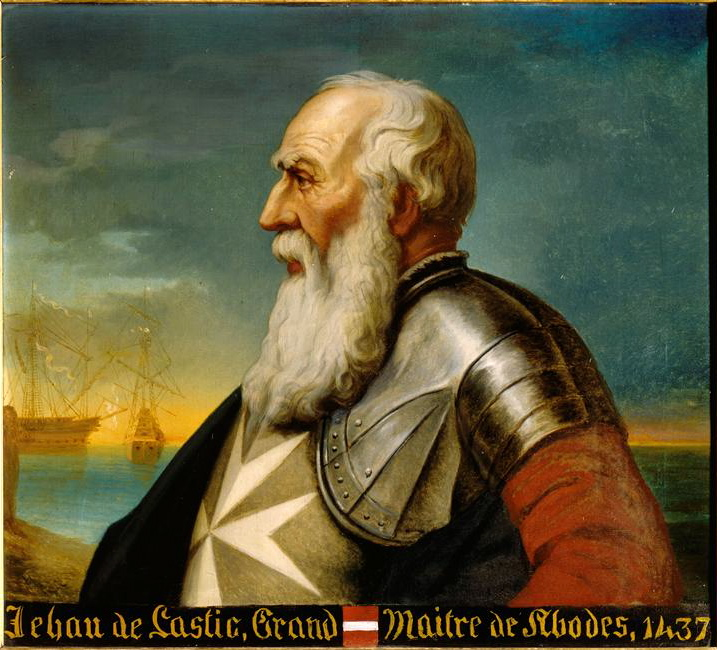
Jean de Lastic, grand maître de Rhodes (tableau du XIXe siècle au château de Versailles).

- Jean de Lastic, grand maître de Rhodes (tableau du XIXe siècle au château de Versailles). Jean Ier Bompar VII, seigneur de Lastic, fils du précédent. Ayant servi contre les Anglais, il est leur prisonnier en 1385. Il était mort en 1392. Il est marié en janvier 1358 avec Hélis de Moncellez (ou Alix de Moncellès, seigneurie près de Saint-Germain-Lembron[9]), dame d'Unzac et de Segonzac, après son premier mariage avec Jean du Breuil. Ses filles Jeanne et Gabrielle ont respectivement épousé les seigneurs d'Apchier et de Murols. Son fils cadet est Jean de Lastic (1371-1454), il entre dans l'ordre de Saint-Jean de Jérusalem et en devient grand maître le 6 novembre 1437[10]

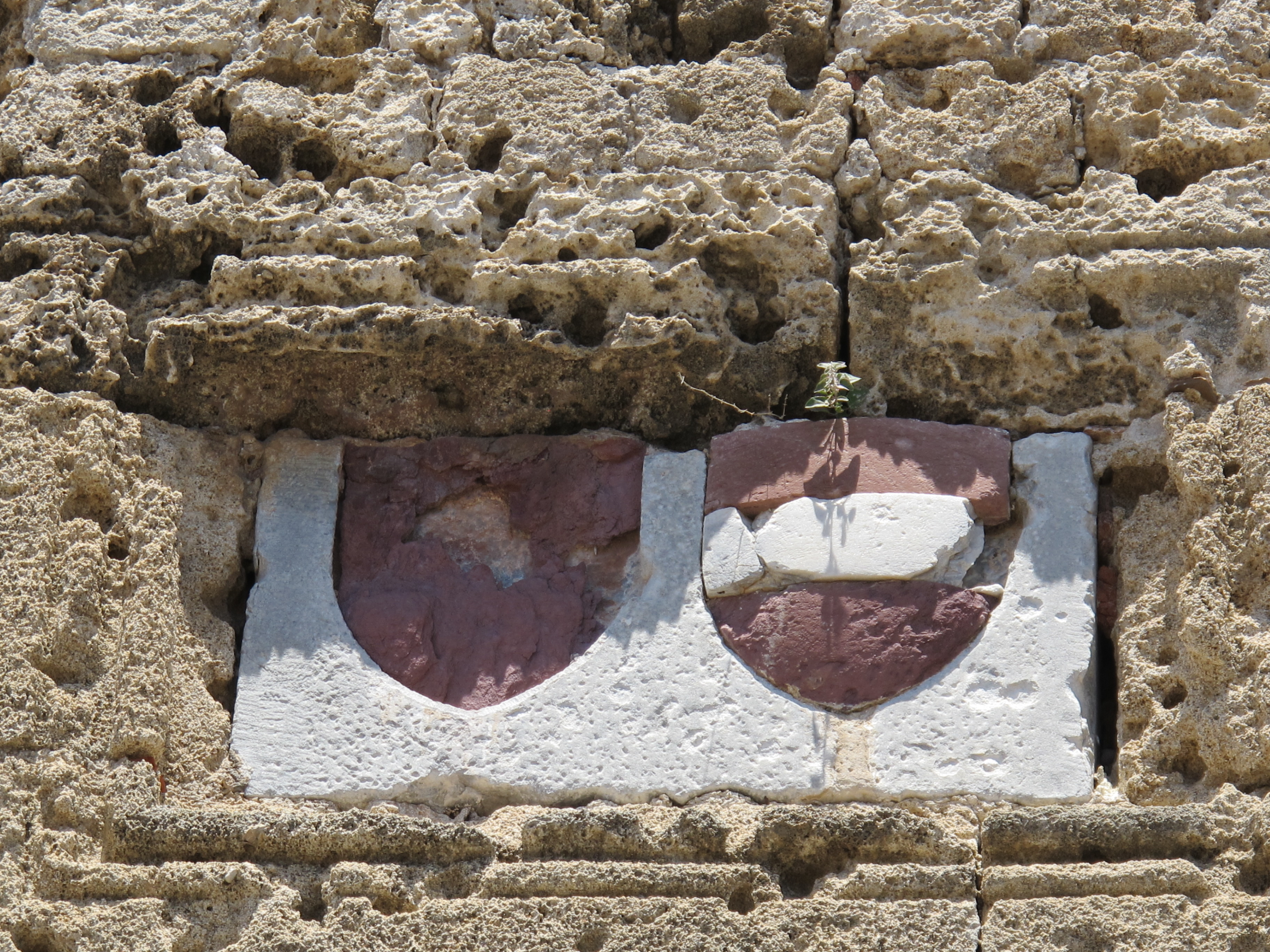
Les armes de Jean de Lastic à Rhodes.

- Les armes de Jean de Lastic à Rhodes. Étienne IV Bompar VIII, seigneur de Lastic, fils du précédent. Sa fille Alix, dame de Collat, est mariée le 26 janvier 1420 à Géraud IV Bastet (vers 1355-1441), seigneur de Crussol et de Beaudisner. Elle lui apporta la terre de Collat dans le diocèse de Saint-Flour qui lui avait été donnée par sa grand-mère maternelle, Hélis de Vissac. Leur fils aîné Louis Bastet de Crussol (1425-20 août 1473), sire de Crussol, Beaudisner et, par mariage, de Florensac, a été grand panetier et bailli de Chartres en 1461, maître général de l'artillerie en 1469. Favori de Louis XI, Louis épouse Jeanne de Lévis-Mirepoix, dame de Florensac, dont il eut Jacques Ier de Crussol (1455-24 octobre 1525) marié à Simone d'Uzès. Un fils cadet, Giraud, a été archevêque de Tours puis évêque de Die et Valence;
- Draguinet, seigneur de Lastic, fils du précédent. Chevalier, conseiller chambellan de Louis Ier de Bourbon, comte de Montpensier, puis du roi Charles VII, grand-maître de l'hôtel de Charlotte de Savoie. Il a servi comme chevalier-bachelier dans la guerre contre les Anglais entre 1419 et 1423. En 1426 il est chargé de la défense des châteaux de Poiron et de Tournon en Dauphiné. Né vers 1400, il est mort en janvier 1473. Il épouse Gabriel de Peyrols (morte en 1468), dame de Saint-Diéry et de Langlade, d'où deux filles
- Pons, seigneur de Lastic, fils cadet d'Étienne IV et frère du précédent. Baron de Rochegonde , seigneur de Montsuc, Cussac et autres lieux. Il fut substitué à Draguinet son frère aîné par le testament de son père. Il était mort en 1488 ; marié le 14 janvier 1447 à Michelette de Saint-Nectaire (1411-1499), fille et héritière de feu noble et puissant seigneur Armand de Saint-Nectaire (vers 1367-1440) et d'Alix de Sautour.
- Antoine Ier, seigneur de Lastic, fils du précédent. Il épouse le 26 mars 1482 Christine de Montchodat, sans descendance masculine.
- Louis Ier, seigneur de Lastic, frère cadet du précédent. baron de Rochegonde, Montsuc et autres lieux; a épousé, par contrat du 18 avril 1490, Anne de la Fayette, née le 25 juillet 1475, fille de Gislebert de la Fayette (fils du maréchal de la Fayette) et d'Isabeau de Polignac; elle vivait en 1543; en 1520, il fait une sommation à son frère concernant la dot de sa femme et meurt la même année. Sa femme eut 15 enfants, dont sont issus les différentes branches de la famille de Lastic.
  - Son fils cadet Louis, né le 7 mars 1506. Capitaine d'une compagnie des ordonnances du roi, de 1567 à 1570, chevalier de ses ordres et gentilhomme ordinaire de sa chambre. Sous Charles IX il prit une part active aux guerres de religion avec le vicomte de Polignac et les seigneurs d'Apchier et d'Estranges. En 1562, il rejoignit François de la Baume-Suze, comte de Suze, et le vicomte de Joyeuse alors qu'ils marchaient sur Montpellier occupée par les protestants commandés par Baudiné. Malte se trouvant assiégé par les forces ottomanes, le grand maître, Jean de La Valette, le rappela près de lui, et il passa en Sicile avec un certain nombre de chevaliers. Les lenteurs que le vice-roi mettait à leur fournir des moyens de transport pour arriver au secours de leurs frères d'armes désespéraient ces chevaliers, qui tenaient constamment son palais assiégé; quelques-uns mêlaient les reproches à leurs prières. Le vice-roi s'en plaignit, et trouva mauvais que les chevaliers en lui parlant ne le traitassent pas d’excellence. Le prieur, Louis de Lastic, lui dit à ce sujet (Histoire de Malle, t. 5, p. 72) : « Pourvu, seigneur, que nous arrivions à Malte assez à temps pour secourir la religion, je vous traiterai avec plaisir d'excellence, d'altesse, et même, si vous le voulez, de majesté. » Le vice-roi ne fit que sourire à ce discours; et, ayant appris que ce vieux chevalier était d'une illustre naissance, et qu'il avait acquis beaucoup de gloire en France et dans les guerres contre les huguenots, le tira en particulier et lui dit que, par considération pour sa qualité et pour son mérite, il voulait bien s'ouvrir à lui et lui montrer que quelque éclatante que fut sa dignité, il n'était pas toujours maître de suivre ses volontés. Peu de temps après eut lieu le départ, et Louis de Lastic arriva assez à temps pour prendre part aux opérations qui précédèrent la levée du siège. Il revint en France en 1567 et reçut deux brefs du grand maître en 1569 à cause de la menace des Turcs sur Malte. Il est mort le 9 septembre 1576. Il avait eu une fille naturelle, Jeanne, bâtarde de Lastic, qui s'est mariée en 1570 avec Jean, bâtard d'Apchier, fils de François, baron d'Apchier, auquel son père donna la seigneurie d'Auteville. Il fit bâtir en 1573 le château de Fournels en Gévaudan.
  - Sa fille aînée Françoise, héritière de la terre de Lastic, a successivement épousé Joseph de Foix, baron de Mardogne, puis Jean de la Guiche, seigneur de La Guiche, baron de Bournoncle, fils de Gabriel de la Guiche (1497-1557), nommé chambellan de François, duc d'Anjou, et d'Anne Soreau, dame de Saint-Géran.
- Jacques Ier, seigneur de Lastic, baron de Rochegonde, fils du précédent, marié à Marguerite de Saint-Chamarand; mort sans postérité vers 1530.
- Claude, seigneur de Lastic, frère cadet du précédent et fils de Louis Ier. Il est présent à la prise de possession de la terre de Rochegonde par sa mère, Anne de la Fayette, le 22 juillet 1522. Il était mort en janvier 1570; marié par contrat du 15 janvier 1537 avec Marguerite des Farges, dame de Sieujac, fille de Pierre des Farges, seigneur de Sieujac et de Neuvéglise. Elle lui apporte la terre de Sieujac qui donne son nom à la branche aînée de la maison de Lastic.
  - Son fils cadet Jean est l'auteur de la branche des seigneurs de Saint Jal.
- Jean II[7], seigneur de Lastic, fils du précédent. Né en 1541, seigneur de Sieujac, Saint-Maurice, Aumale, Neuvéglise, la Trémollière le Buisson, baron de Saint-Georges et d'Alleuze, chevalier des ordres du Roi, gouverneur de Châteauneuf en Carladez et gentilhomme d'honneur de la reine Marguerite, homme d'armes de la compagnie de 50 lances de son oncle, Louis de Lastic, grand-prieur d'Auvergne en 1568-1569. Pendant les guerres de religion, il a été un des chefs les plus actifs de la Ligue[11]. Il participa à la bataille de Cros-Rolland contre l'armée royale, le 14 mars 1590, devant Issoire, sous les ordres de Jean-Louis de la Rochefoucauld, comte de Randan. Jean de Lastic, fort riche, finança une partie des dépenses de la Ligue. Les châteaux de Randan, de Montsuc, de Sieujac, de Lastic sont prises par les troupes royales. Sous les ordres du duc de Nemours, il prit les châteaux du Saillant et du Buisson tenus par les royalistes et qui servaient d'appui aux protestants. Peu après, Nemours s'est alors retiré dans son gouvernement de Lyon. Charles de Valois, gouverneur d'Auvergne pour le roi s'empara des principales positions des ligueurs. Il reconnut Henri IV comme roi après sa conversion et après la reconnaissance de ses droits au trône par les États d'Auvergne réunis à Saint-Flour sous la présidence du comte d'Apchier. Le roi lui envoya des lettres de commissions, de sauvegarde et de protection en 1607 et 1610. Il y est qualifié de baron de Sieujac, d'Alleuse, de Neuvéglise et de la Trémollière. En 1610, il fit donation de tous ses biens à son fils Philibert. Il meurt à la suite d'une chute de cheval le 27 mai 1611; marié le 28 janvier 1573 avec Madeleine d'Espinchal, fille de Pierre, seigneur d'Espinchal, et de Jeanne de Léotoing de Montyon.
  - Sa fille aînée Jeanne a épousé en 1598 Louis Dubourg[12], baron de Saillans[13] et grand chef protestant en Auvergne d'où une fille et héritière Catherine du Bourg, mariée le 21 juillet 1616 à Jacques d'Estaing, fils de Jean III, comte d'Estaing, et de Gilberte de La Rochefoucauld.
- Philibert,  seigneur baron de Sieujac, fils aîné du précédent. Catherine de Médicis le fait capitaine de Châteauneuf en 1630. Il teste en 1637 et fait de son fils François son héritier universel. Il est mort le 5 août 1637. Il s'est marié le 9 juin 1620 à Marguerite de Beaufort de Canillac, fille de Jean Claude de Beaufort, vicomte de Canillac, de la Mothe et de Montboissier, et Gabrille, dame de Dienne.

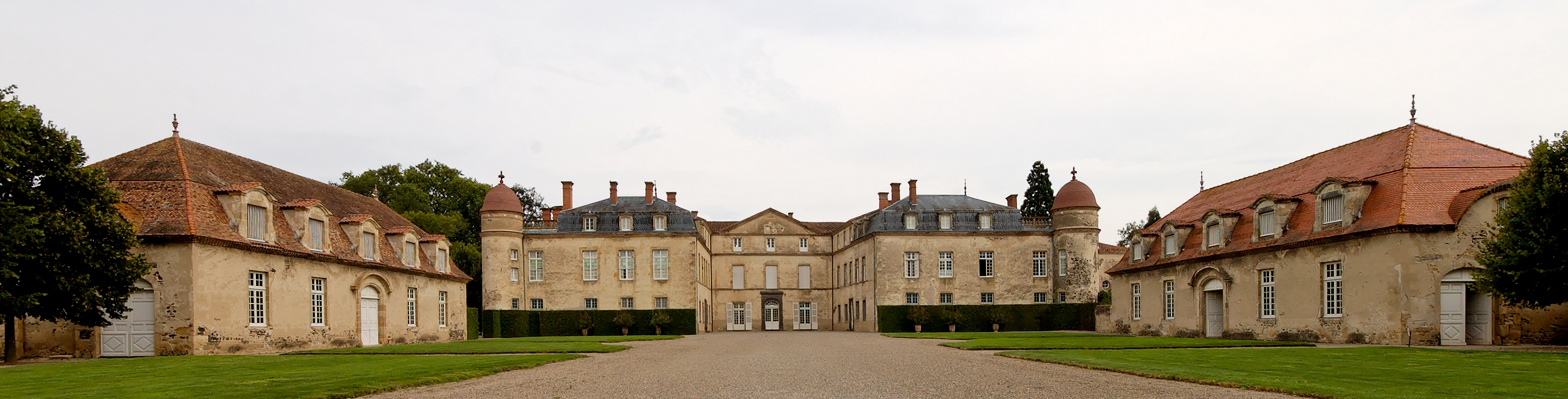
Château de Parentignat.

  - Château de Parentignat.Son fils cadet est Jean Antoine, chevalier, vicomte de Sieujac, prieur d'Allange et de Bredon. Il acheta à Louis XIV la vicomté de Murat. Il a acheté, le 23 octobre 1707, avec son neveu François II de Lastic, le château de Parentignac (devenu Parentignat au XIXe siècle) aux héritiers de Maximilien de Sommyèvre.
- François Ier de Lastic, dit marquis de Sieujac (par courtoisie), fils aîné du précédent. Capitaine de Châteauneuf en survivance de son père, en 1639. Il servit comme guidon dans les combats en Catalogne dans la compagnie du duc de Caudale où il fut blessé dans les combats de Salsonne, le 19 septembre 1655. Il est convoqué à la revue des gentilshommes, à Riom, le 5 mai 1693. Il est mort en 1716. Il a épousé, le 21 mai 1673, Louis de Peyronnenc de Saint-Chamarand.
- François II de Lastic, dit "marquis" de Lastic (par courtoisie), comte de Sieujac, lieutenant général des armées du roi, fils aîné du précédent. Vicomte de Murat par donation de son oncle Jean Antoine, baron de Saint-Georges et de la Trémollières, seigneur d'Alleuse, Le Buisson et autres lieux. Il a acheté avec son oncle Jean Antoine de Lastic, prieur de Bredons, le château de Parentignat aux héritiers de Maximilien de Sommyèvre, le 23 octobre 1707. Il en est devenu l'unique propriétaire à la mort de son oncle. Il va alors entreprendre de l'agrandir en achetant les maisons autour. Il n'a conservé que deux tours de l'ancien château. Né le 8 avril 1680, mort en 1749, il épousa le 26 août 1706, Marie de la Roche-Aymon, fille de Renaud, comte de la Roche-Aymon, Mensac, Lavaud, Humes, Saunat et autres lieux, et de Geneviève de Beaudry de Piencourt, sœur du cardinal Charles Antoine de La Roche-Aymon, évêque de Tarbes en 1729, archevêque-duc de Reims, premier pair ecclésiastique, grand aumônier de France.
  - Son second fils Antoine, prieur d'Allanche, puis abbé de Saint-Guilhem-le-Désert, évêque de Comminges, sacré en 1740, enfin évêque-comte et pair de Châlons, en 1763, année de sa mort;
  - Son troisième fils Charles-Antoine Renaud, chevalier de Lastic, né au château de Parentignat le 17 octobre 1713. Premier gentilhomme du duc de Penthièvre, brigadier des armées du roi en 1748. Mort le 1er septembre 1796. Il s'est marié le 15 juillet 1777 à Françoise Pauline Renée Jeanne Le Prestre de Châteaugiron, fille de Jacques Le Prestre et de Louise Jeanne de Robien, petite nièce du maréchal de Vauban.

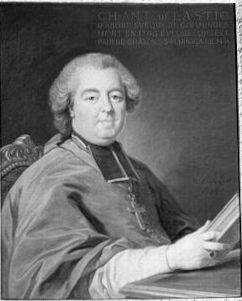
Antoine de Lastic, évêque comte de Chalons.

- Antoine de Lastic, évêque comte de Chalons.François III de Lastic, fils du précédent. Vicomte de Murat, baron de Saint-Georges, d'Alleuse et la Trémollière, seigneur du Buisson, Parentignat... Né en 1706, mort le 23 août 1772. Il a participé à différentes campagnes du règne de Louis XV : guerre de Succession de Pologne, guerre de Succession d'Autriche. Il est nommé maréchal de camp le 10 mai 1748, après avoir été décoré de l'ordre de Saint-Louis, lieutenant-général des armées du roi le 25 juillet 1762; a épousé en 1726 Madeleine-Hélène Camus de Pontcarré, sœur de la marquise d'Urfé, fille de Nicolas Pierre Camus, seigneur de Pontcarré, premier président du parlement de Normandie, et de Marie-Françoise-Michelle de Bragelongue.
- François IV de Lastic, fils du précédent. Vicomte de Murat, baron de Saint-Georges, d'Alleuse… Né le 13 juillet 1729, mort le 26 fructidor an II (12 septembre 1794) au château de Parentignat. Mousquetaire en 1743, capitaine de cavalerie au régiment de Saint-Jal en 1748, colonel de grenadiers de France en 1755, chevalier de l'ordre de Saint-Louis en 1757. En 1761, il est nommé colonel-lieutenant en 1761 et reçoit le commandement du régiment « Lastic-infanterie » pendant un an. En 1779, pour une raison inconnue, il quitte la cour de Versailles pour revenir dans son château qu'il fait restaurer. Le 1er janvier 1784 il est nommé lieutenant général des armées du roi et commandeur de Saint-Louis. Pendant la Révolution, favorable aux idées nouvelles, il est nommé commandant de la Garde nationale d'Issoire le 10 janvier 1792. Il est rappelé le 7 mai 1792 par le ministère de la Guerre et reçoit le 11 mai une commission de lieutenant-général dans l'armée du Nord. Devenu subitement malade, il obtient de Dumouriez, commandant en chef des armées du Nord et du Centre, une mise en congé et un sauf-conduit. Il revient au château de Parentignat à la fin de 1793, après la fin de la Terreur. Il s'est marié le 3 avril 1755 avec Anne Charron de Ménars, âgée de 17 ans, dame d'honneur de madame Victoire.
  - Sa fille Charlotte-Hélène de Lastic, mariée au comte de Saisseval, dame d'honneur de Mme Élizabeth, supérieure des filles du cœur de Marie.
- François V de Lastic. Vicomte de Murat. Né en 1759, mort en 1784. Capitaine d'infanterie au régiment de Beaujolais, il a épousé, le 3 février 1779, Anne-Louise de Montesquiou Fezensac (1761-1823), fille d'Anne-Pierre de Montesquiou (1739-1798), marquis de Fezensac, seigneur de la châtellenie-pairie de Coulommiers, et de Jeanne Marie Hocquart de Montfermeil. La dite "marquise" de Lastic est reçue dame d'honneur de madame Élisabeth entre 1783 et 1791. Elle a été peinte par Élizabeth Vigée le Brun.

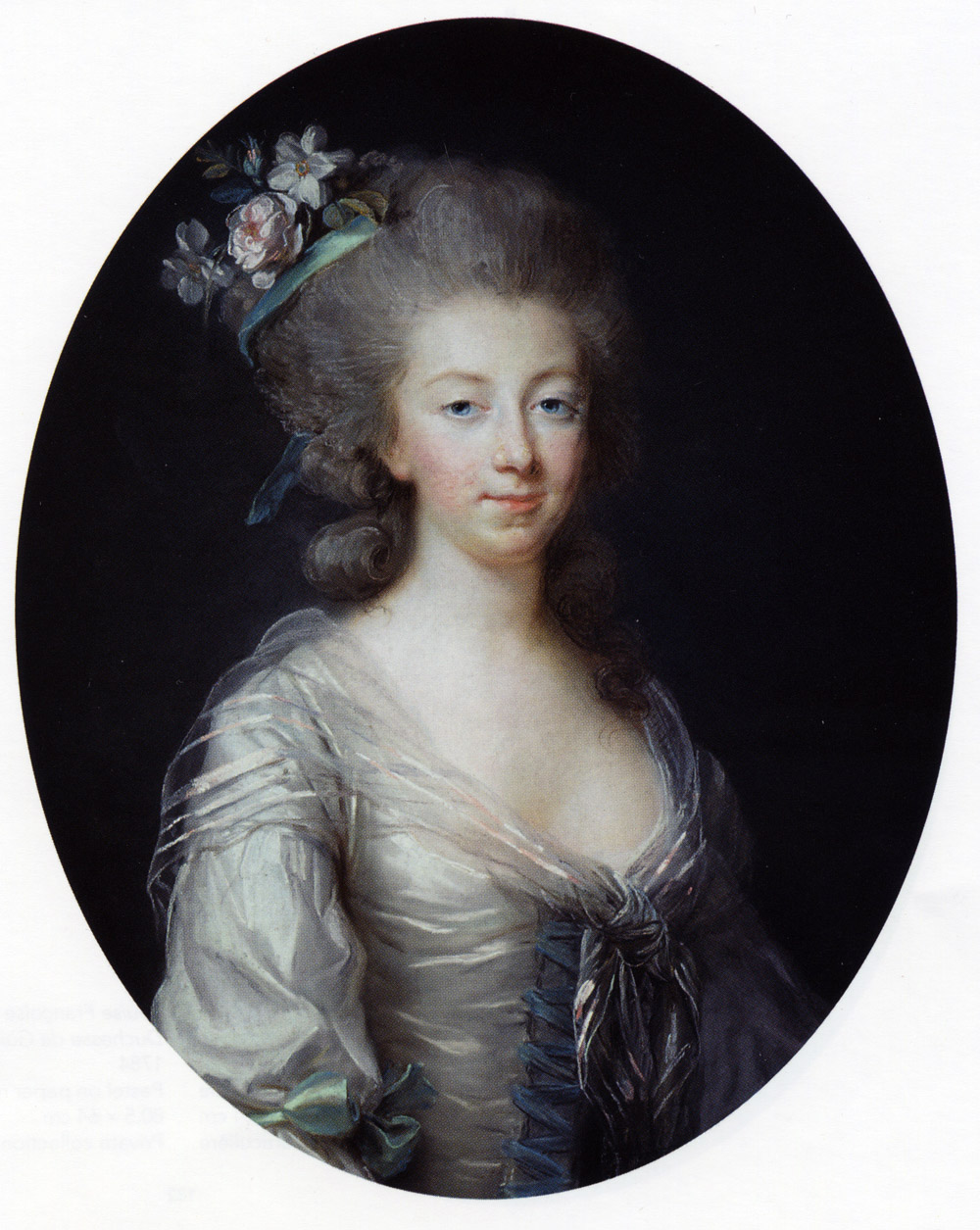
Louise de Montesquiou-Fezensac, épouse de François de Lastic, par Élizabeth Vigée le Brun.

  - Louise de Montesquiou-Fezensac, épouse de François de Lastic, par Élizabeth Vigée le Brun. Sa fille Octavie, dernière de sa branche, née en 1785; cachée à Parentignat pendant le temps d'incarcération de sa mère lors de la Terreur, libérée après la chute de Robespierre. Anne-Louise de Montesquiou Fezensac va retrouver sa fille à Parentignat le 22 mai 1796. Elle se marie le 5 septembre 1807 avec son cousin, Annet VII de Lastic-Vigouroux; Elle meurt en 1861.

### Branche de Lastic Saint-Jal
- Jean-Jacques Ier de Lastic, seigneur de Gabriac. Fils cadet de Claude de Lastic. Né en 1541. Chevalier des ordres du roi; marié, le 15 août 1568, à Gabrielle d'Hérail, dame de Gabriac et de Lugan, fille de Charles d'Hérail, seigneur de Lugan, et de Jeanne de Gimel, dame de Saint-Jal en Limousin.
- Thibault de Lastic, baron de Gabriac, fils du précédent. Chevalier des ordres du Roi; épousa Marie de la Rochefoucauld, fille de Jacques de la Rochefoucauld, seigneur de Chaumont, et de Françoise de Langeac. Dans le contrat de mariage du 23 janvier 1610, son père lui substitua son frère cadet pour la terre de Gabriac; mort sans postérité.
- Antoine de Lastic, baron de Gabriac, fils du précédent. Il s'est marié, le 12 avril 1625, au château de Saint-Jal, à Antoinette Roquet d'Estresses, dame de Saint-Jal (morte en 1675), fille de Jean-Jacques Roquet d'Estresses, vicomte de Beaumont et de Saint-Salvador, et de Catherine Mathièvre de Carcassonne de Soibiez. Elle a apporté la terre de Saint Jal et donné son nom à la branche.
- Jean Jacques II de Lastic, vicomte de Saint Jal et fils du précédent. Maréchal de camp, chevalier des ordres du roi, nommé par la noblesse du Rouergue comme capitaine du ban et de l'arrière-ban rassemblé en 1674, marié le 26 janvier 1654 avec Claudine de Bessuéjouls de Roquelaure, fille de Louis de Bessuéjouls, duc de Roquelaure.
- François-Antoine de Lastic, vicomte de Saint-Jal, baron de Gabriac. Son fils cadet Philippe François, vicaire général des diocèses de Bordeaux et de Rouen, évêque d'Uzès en 1728, évêque de Castres en 1736; mort le 24 mai 1752. Un autre de ses fils Philibert devint brigadier des armées du roi et mestre de camp, colonel du régiment de Saint-Jal cavalerie[14], chevalier de Saint-Louis. Il s'est marié avec Marie-Félicie de Garceval, héritière de la seigneurie de Recoules
- Jean-Claude de Lastic, vicomte de Saint-Jal, baron de Gabriac, fils du précédent. Il est né en 1690. Il sert dans les mousquetaires en 1703, capitaine dans le régiment de La Mothe en 1705, guidon des gendarmes de la garde en 1712, mestre de camp et chevalier de Saint-Louis en 1717, brigadier de cavalerie en 1734, maréchal de camp le 1er janvier 1740, lieutenant général des armées du Roi le 1er mars 1745, commandeur de Saint-Louis, gouverneur de Charleville et de Mézières; marié le 16 août 1717 avec Marguerite Marie Bazin de Bezons (1696-1722) fille de Jacques Bazin (1646-1733), comte de Bezons, maréchal de France, et de Marie Marguerite Le Ménestrel. Il n'a que deux filles, mariées respectivement aux comtes de Saillant et au comte de la Queuille.
- Jean-Charles de Lastic, comte de Saint-Jal, frère du précédent, brigadier de cavalerie, chevalier de Saint-Louis
- François de Lastic, comte de Saint-Jal, fils du précédent. Né en 1673, capitaine au régiment de dragons de Lestrade, chevalier de Saint-Louis, il meurt en 1740.
- Jean-François de Lastic, comte de Saint-Jal, fils du précédent, mort sans postérité en 1789, peu après l'assemblée de la Noblesse aux États généraux à laquelle il assiste pour la sénéchaussée de Brive. Mousquetaire de la seconde compagnie des mousquetaires de la garde du Roi, chevalier de Saint-Louis. Commandant en second d'un des escadrons de la noblesse formés du ban du Haut-Poitou tenu le 15 janvier 1758.
- Louis Romain de Lastic, vicomte de Saint-Jal, frère du précédent, né en 1709 et mort en 1785, aide-major des gardes du corps du roi, colonel, mestre de camps de cavalerie, chevalier de Saint-Louis. Son fils aîné Romain est mort tué par un boulet pendant la campagne d'Italie, en 1798. Un autre de ses fils Louis, est mort à Milan pendant cette même campagne.
- Jean François Charles, comte de Lastic Saint-Jal, fils du précédent. Né en 1764, il émigre en Angleterre. Nommé lieutenant-colonel dans la légion de Montalembert, formée de gérants et de petits Blancs de Saint-Domingue formée à Port-au-Prince qui combattent avec les Anglais à Saint-Domingue contre les Républicains, en 1796; Il reçoit le brevet de chevalier de Saint-Louis le 15 novembre 1796, confirmé en 1814. Il est mort à Poitiers le 16 juillet 1848. À la mort de son cousin le marquis de Lastic-Sieujac en 1789, il devient l'aîné de la famille de Lastic. Il s'est marié à Londres le 14 mars 1801 avec Ursule Françoise Henriette de La Toison de Rocheblanche, née à Saint-Domingue
- Charles, comte de Lastic Saint-Jal, fils du précédent. Inspecteur général des Haras impériaux, né à Paris, le 22 janvier 1802, mort le 5 décembre 1886.
- Henri, comte de Lastic Saint-Jal, fils du précédent.
- Charles, marquis de Lastic Saint-Jal, fils du précédent
- Henri,  comte de Lastic Saint Jal, fils du précédent. Croix de guerre 1914-1918, il s'est marié avec Eva Blanchy en 1922, dont une seule fille Aldée née en 1923, mariée à Denis (1913-1999), 3e duc d'Audiffret-Pasquier. Sans descendance masculine (son frère Jean non plus), il termine la première branche de Lastic Saint Jal.

### Deuxième branche de Saint-Jal
Jean-Jacques Ier de Lastic Saint-Jal, seigneur de Montbrun, en Rouergue, et de Bordes, cinquième fils d'Antoine de Lastic, baron de Gabriac, seigneur de Chamboulive, et d'Antoinette Roquet d'Estresses, dame de Saint-Jal ; épousa en 1673 Jeanne de Boyer, d'où :
- Jean-Jacques ;
- Françoise, mariée au seigneur de la Garde.

Jean-Jacques II de Lastic Saint-Jal, seigneur de Montbrun et de Bordes. Il a épousé, en 1718, Marie de Chauvreau de Rochefort, d'où :
- Claude Marie ;
- Jean-Marie, vicaire général de Monseigneur de Bernis, archevêque d'Albi et cardinal ;
- Anne Marie Claudine, religieuse ;
- Jeanne-Caude, religieuse (1723-1792) ;
- quatre autres filles, mortes sans alliances.

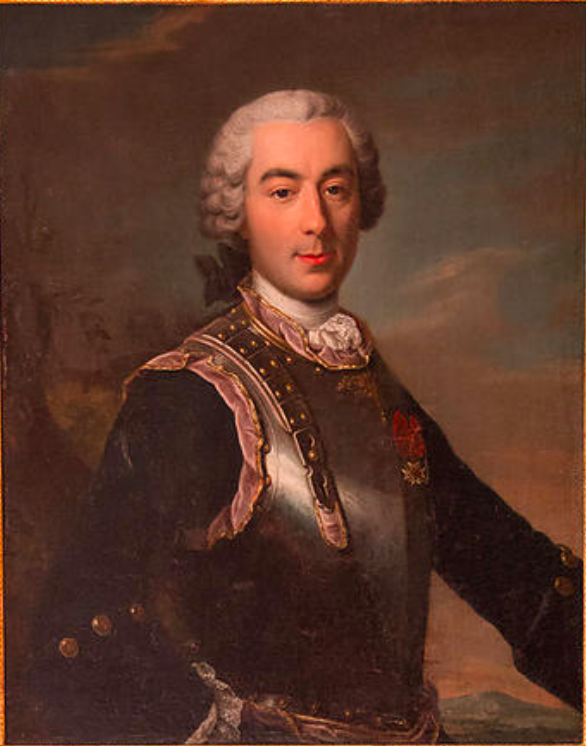
Claude-Marie de Lastic Saint Jal, gouverneur de Carcassonne.

Claude-Marie de Lastic Saint-Jal, seigneur de Saint-Antonin, de Montbrun et de Bordes, aide-de-camp du duc d'Aiguillon, brigadier de cavalerie, gouverneur de Carcassonne. Il a épousé en 1767, Henriette de la Capelle, dame de Cas et de Cuzoul. Il se fixa alors au château de Cas, dans le Rouergue (actuellement à Espinas, en Tarn-et-Garonne). Il a alors représenté la noblesse de cette province aux États généraux de 1789[réf. nécessaire]. Il eut pour enfants :
- Jean Henri ;
- Jean Marie Charles Honoré, né en 1774, présenté de minorité à l'ordre de Saint-Jean de Jérusalem[réf. nécessaire], mort à Malte en 1793 ;
- Jérôme, né en 1780, sous-préfet, marié en 1804 à Jenny de Chazelles, dont Henry. Ce dernier s'est marié à Agnès Turner, dont Harold (mort en 1870 sans descendance, et Françoise)
- Gabrielle Louise, 1781-1809 ;
- Charlotte, née en 1784, mariée à Henry de Gastebois, directeur des haras royaux;
- Pierre François Maximilien né en 1786, mort lors de la campagne d'Italie à Pavie en 1807, sans descendance.

Jean Henri de Lastic Saint-Jal, né en 1770 à Saint-Antonin-Noble-Val, directeur du haras de Gelos. Il a épousé en 1802, Charlotte de Portelance. Il eut pour enfants :
- Henriette, mariée en 1827 à Louis Pierre de Levezou de Vezins ;
- Albert de Lastic Saint-Jal. Né en 1817. Il s'est marié en 1859 à Laura Tollemache, de la noblesse anglaise (famille des actuels ducs de Rutland).

### Branche du Vigouroux
Cette branche s'est établie au château de Vigouroux dont elle a repris le nom et qui entre dans la famille à partir du mariage de:
- Annet Ier de Lastic (Paulhenc 1583-1652), seigneur de Bellemur, d'Auzolles, fils de Jacques, bâtard de Lastic, et d'Antoinette de Tourdes, en 1607 avec Françoise Berthomier, fille de Jacques, seigneur de La Vergnette et de Vigouroux, d'où trois enfants connus :
  - Annet II de Lastic-Vigouroux, qui suit ;
  - Abtoinette de Lastic, mariée en 1627 avec Michel de L'Arbre, seigneur d'Escalmels ;
  - Anne de Lastic, mariée en 1630 avec Pierre de Chaudesaygues ;
- Annet II de Lastic-Vigouroux (1609-1688), mousquetaire, marié en 1638 avec Marie de Greil de La Volpilhère, fille de François et de Gilberte de Bayard, d'où sept enfants :
  - Annet III de Lastic-Vigouroux (1639-1724), qui suit :
  - François de Lastic-Vigouroux, marié à Élisabeth de Rupt, dont la descendance s'est fixée en Grèce ;
  - Claude de Lastic-Vigouroux ;
  - Guillaume de Lastic-Vigouroux, seigneur de la Fontio, qui épouse en 1714, Marguerite de Bonnafos, qui lui apporte le château de Lescure et qui est la souche de la famille de Lastic-Lescure ;
  - Louis de Lastic (1653-1733), seigneur de La Grange, marié à Cécile de Galauba ;

(...)
- Annet VII de Lastic (1772-1866), dit Annet de Vigouroux, était membre de la coalition d'Auvergne et député sous la Restauration. De son mariage en 1807 avec Octavie de Lastic-Sieujac, il a eu trois enfants :
  - Annet VIII de Lastic, qui suit ;
  - Harold de Lastic, membre de la Société cantalienne
  - Ocrave de Lastic, membre de la Société cantalienne

(...)
Cette branche de Lastic-Vigouroux s'est éteinte avec :
- Annet-François de Lastic (1894-1970), fils d'Annet X de Lastic (1863-1942), marquis de Vigouroux, est le dernier représentant de cette branche; marié en 1921 avec Claude de Saint-Genys dont il n'eut pas d'enfant, il a adopté son neveu :
- Georges de Lastic Saint-Jal (1927-1988), historien d'art et collectionneur, marié à Françoise Goüin, fille d'Henry Goüin et d'Isabel Lang.

### Branche de Lescure
- Pierre-Joseph de Lastic-Lescure (1726-1812), dernier évêque de Rieux

### Branche de Fournels
- Dominique de Lastic de Fournels (1742-1795), évêque de Couserans et député aux États généraux de 1789

## Alliances
Les principales alliances de la famille de Lastic sont : les dauphins d'Auvergne, de Murols, Crussol d'Uzès, Crespin du Bec, de Saint Nectaire, Motier de la Fayette, de Caderousse, de Foix, de la Guiche, de la Rochefoucauld, de Scorailles, de Montesquiou-Fezansac, Bazin de Bezons, du Bourg, de Montboissier, d'Oradour, de la Roche-Aymon, de Pérusse des Cars, Camus de Pontcarré, Charron de Menars, d'Aurillac, de Pierrefort, de Montaigu, de Levezou de Vézins, de Lasteyrie, de Bony de Lavergne (1941), d'Audiffret-Pasquier.

## Armes & titres
- Armes : De gueules à la fasce d'argent
- Titres : comte et marquis de Lastic (titres de courtoisie)

## Châteaux & demeures
- Hôtel de Lastic (Saint-Flour)